# Краснокоренник
Краснокоренник, или Цеанотус (лат. Ceanothus) — род растений семейства Крушиновые (Rhamnaceae). Виды легко скрещиваются между собой и дают плодовитые гибриды.

## Ботаническое описание
Листопадные или вечнозелёные кустарники или небольшие деревья. Стебли прутьевидные, неколючие, реже колючие.
Листья очередные или супротивные, 1—5 см длиной, большей частью черешковые.
Цветки обоеполые, собраны в компактные метельчатые соцветия, белого, зеленовато-белого, голубого, светло-фиолетового или розового цвета. Чашечка блюдцевидная, её доли тонкие, ланцетно-треугольной формы. Лепестки длиннее чашелистиков, ковшевидные.
Зрелые плоды — округлые, покрыты тонким околоплодником, распадаются на три доли, по одному семени в каждой.

## Классификация
Род Краснокоренник (Ceanothus) входит в семейство Крушиновые (Rhamnaceae) порядка Розоцветные (Rosales).
|  |                                      |  |                                                             |                                                             |                                   |  | ещё около 8 семейств (согласно Системе APG II) |                 |                    |                |
|  |                                      |  |                                                             |                                                             |                                   |  |                                                |                 |                    | около 60 видов |
|  |                                      |  |                                                             | порядок Розоцветные                                         |                                   |  |                                                |                 | род Краснокоренник |                |
|  |                                      |  |                                                             | порядок Розоцветные                                         |                                   |  |                                                |                 | род Краснокоренник |                |
|  | отдел Цветковые, или Покрытосеменные |  |                                                             |                                                             | семейство Крушиновые (Rhamnaceae) |  |                                                |                 |                    |                |
|  | отдел Цветковые, или Покрытосеменные |  |                                                             |                                                             |                                   |  |                                                |                 |                    |                |
|  |                                      |  | ещё 44 порядка цветковых растений (согласно Системе APG II) | ещё 44 порядка цветковых растений (согласно Системе APG II) |                                   |  |                                                | ещё 50—55 родов | ещё 50—55 родов    |                |
|  |                                      |  |                                                             | ещё 44 порядка цветковых растений (согласно Системе APG II) |                                   |  |                                                |                 | ещё 50—55 родов    |                |

### Список некоторых видов
- Ceanothus americanus L. typus[1] — Краснокоренник американский
- Ceanothus arboreus Greene — Краснокоренник древовидный
- Ceanothus ×arcuatus McMinn
- Ceanothus ×bakeri Greene ex McMinn
- Ceanothus bolensis S.Boyd & J.E.Keeley
- Ceanothus buxifolius Willd. ex Schult. & Schult.f.
- Ceanothus caeruleus Lag.
- Ceanothus connivens Greene
- Ceanothus cordulatus Kellogg
- Ceanothus crassifolius Torr.
- Ceanothus cuneatus (Hook.) Nutt. — Краснокоренник клинолистный
- Ceanothus cyaneus Eastw.
- Ceanothus dentatus Torr. & A.Gray — Краснокоренник зубчатолистный
- Ceanothus depressus Benth.
- Ceanothus diversifolius Kellogg
- Ceanothus fendleri A.Gray — Краснокоренник Фендлера
- Ceanothus ferrisiae McMinn
- Ceanothus ×flexilis Greene ex McMinn
- Ceanothus foliosus Parry
- Ceanothus fresnensis Dudley ex Abrams
- Ceanothus gloriosus J.T.Howell
- Ceanothus greggii A.Gray
- Ceanothus griseus (Trel. ex B.L.Rob.) McMinn
- Ceanothus hearstiorum Hoover & Roof
- Ceanothus herbaceus Raf.
- Ceanothus impressus Trel.
- Ceanothus incanus Torr. & A.Gray
- Ceanothus integerrimus Hook. & Arn. — Краснокоренник цельнолистный
- Ceanothus jepsonii Greene
- Ceanothus lanuginosus (M.E.Jones) Rose
- Ceanothus lemmonii Parry
- Ceanothus leucodermis Greene
- Ceanothus ×lobbianus Hook.)
- Ceanothus ×lorenzenii (Jeps.) McMinn
- Ceanothus maritimus Hoover
- Ceanothus martinii M.E.Jones
- Ceanothus masonii McMinn
- Ceanothus megacarpus Nutt.
- Ceanothus ×mendocinensis McMinn
- Ceanothus microphyllus Michx. — Краснокоренник мелколистный
- Ceanothus ochraceus Suess.
- Ceanothus oliganthus Nutt.
- Ceanothus ophiochilus S.Boyd, T.Ross & Arnseth
- Ceanothus ×otayensis McMinn
- Ceanothus palmeri Trel.
- Ceanothus papillosus Torr. & A.Gray
- Ceanothus parryi Trel.
- Ceanothus parvifolius (S.Watson) Trel.
- Ceanothus pinetorum Coville
- Ceanothus prostratus Benth. — Краснокоренник простёртый
- Ceanothus purpureus Jeps.
- Ceanothus roderickii W.Knight
- Ceanothus ×rugosus Greene
- Ceanothus sanguineus Pursh — Краснокоренник кроваво-красный
- Ceanothus serpyllifolius Nutt.
- Ceanothus ×serrulatus McMinn
- Ceanothus spinosus Nutt. — Краснокоренник колючий
- Ceanothus thyrsiflorus Eschsch. — Краснокоренник метельчатоцветный
- Ceanothus tomentosus Parry
- Ceanothus ×vanrensselaeri Roof
- Ceanothus ×veitchianus Hook. (pro sp.)
- Ceanothus velutinus Dougl. ex Hook. — Краснокоренник бархатистый
- Ceanothus verrucosus Nutt.

## В культуре
Наиболее зимостойкий вид: кpaснокоренник американский - Ceanothus americanus L. В культуре с 1713 года. Естественно произрастает в восточной части Северной Америки, поселяясь в сухих горных лесах, на береговых обрывах. Выращивается в качестве декоративного растения в ряде пунктов Украины, Белоруссии и Центрально-Чернозёмной области России. Цветёт и плодоносит, но в суровые зимы подмерзает. В средней и северной полосах европейской части России (Санкт-Петербург, Москва) и Эстонии еще цветет, но регулярно подмерзает. В Северной Америке и Западной Европе широко распространены гибридные сорта с участием этого вида.

## Употребление
Индейцы и пионеры освоения Америки использовали листья растения в качестве чайного суррогата.